# The Process of Belief
The Process of Belief är Bad Religions tolfte studioalbum och släpptes 22 januari 2002.
I och med detta album gjorde Brett Gurewitz comeback i bandet, och Bad Religion återvände till skivbolaget Epitaph. Dessutom hade man en ny trummis, Brooks Wackerman som ersatte Bobby Schayer.

## Låtlista
1. "Supersonic" (Brett Gurewitz) - 1:47
2. "Prove It" (Greg Graffin) - 1:15
3. "Can't Stop It" (Brett Gurewitz) - 1:10
4. "Broken" (Brett Gurewitz) - 2:55
5. "Destined for Nothing" (Greg Graffin) - 2:35
6. "Materialist" (Greg Graffin) - 1:53
7. "Kyoto Now!" (Greg Graffin) - 3:20
8. "Sorrow" (Brett Gurewitz) - 3:21
9. "Epiphany" (Greg Graffin) - 4:00
10. "Evangeline" (Brett Gurewitz) - 2:11
11. "The Defense" (Brett Gurewitz) - 3:53
12. "The Lie" (Greg Graffin) - 2:19
13. "You Don't Belong" (Brett Gurewitz) - 2:50
14. "Bored and Extremely Dangerous" (Greg Graffin) - 3:25

## Medverkande
- Greg Graffin - sång
- Brett Gurewitz - gitarr, sång
- Greg Hetson - gitarr
- Brian Baker - gitarr, sång
- Jay Bentley - bas, sång
- Brooks Wackerman - trummor, percussion